# Attainville
Attainville – miejscowość i gmina we Francji, w regionie Île-de-France, w departamencie Dolina Oise.
Według danych na rok 1990 gminę zamieszkiwało 1375 osób, a gęstość zaludnienia wynosiła 192 osób/km² (wśród 1287 gmin regionu Île-de-France Attainville plasuje się na 569. miejscu pod względem liczby ludności, natomiast pod względem powierzchni na miejscu 541.).